# Yamaha Supercross
Yamaha Supercross é um jogo de vídeo game de corrida para o Wii, Nintendo DS e Playstation 2, o jogo foi desenvolvido pela Coyote Console e públicado pela Zoo Digital no Reino Unido, e pela DSI Games nos Estados Unidos. O jogo tem múltiplos reviews.

## Caracteristicas
- O jogo possui licença pela Yamaha.
- O Championship Mode faz com que o jogador jogue em três tipos de campeonatos. Cada tipo de campeonato é maior e mais dificil.
- Os jogadores podem escolher desde a pista até o estado clímático.
- O jogo possui realismo no visual efeitos, opções.